# Mitznefet

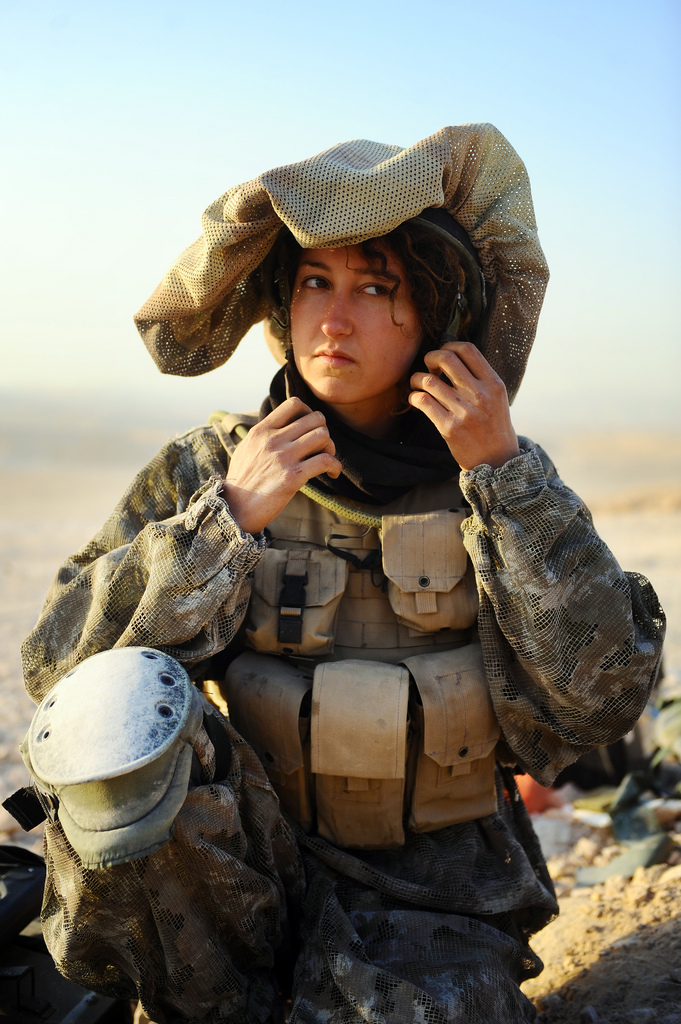
Une soldate israélienne portant un couvre-casque mitznefet.

Le mitznefet  (מִצְנֶפֶת) est un couvre-casque d'infanterie en usage dans l'armée israélienne depuis 1994. Il est considérablement plus grand que le casque qu'il recouvre et donne une apparence similaire à la coiffe d'un chef cuisinier. Son but est de briser la silhouette distinctive d'une tête casquée afin d'aider au camouflage des soldats. Il empêche également la réflexion de la lumière sur le casque et protège le porteur des rayons du soleil.
Il est initialement adopté dans les années 1990 pour la guérilla dans les terres boisées et broussailleuses du sud du Liban, devenant progressivement un outil de camouflage à deux variantes, un pour le désert et un pour les terrains boisés. Le mitznefet est facilement amovible et peut être attaché au casque lorsqu'il est plié.
Son nom vient du terme mitznefet (en) qui désigne le turban porté par le grand prêtre du Temple de Jérusalem, lui-même issu du mot hébreu pour « envelopper ».

## Galerie de photos

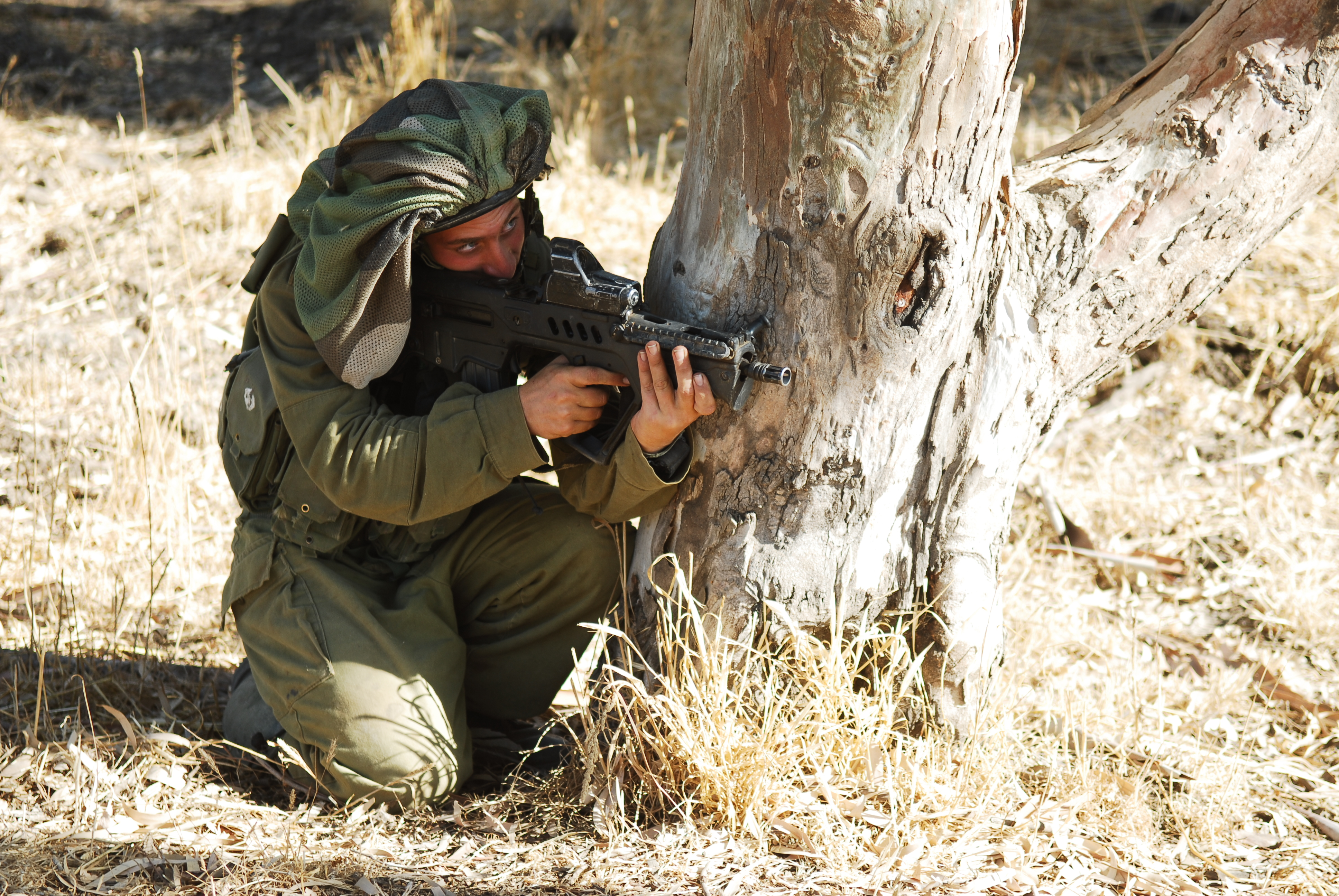
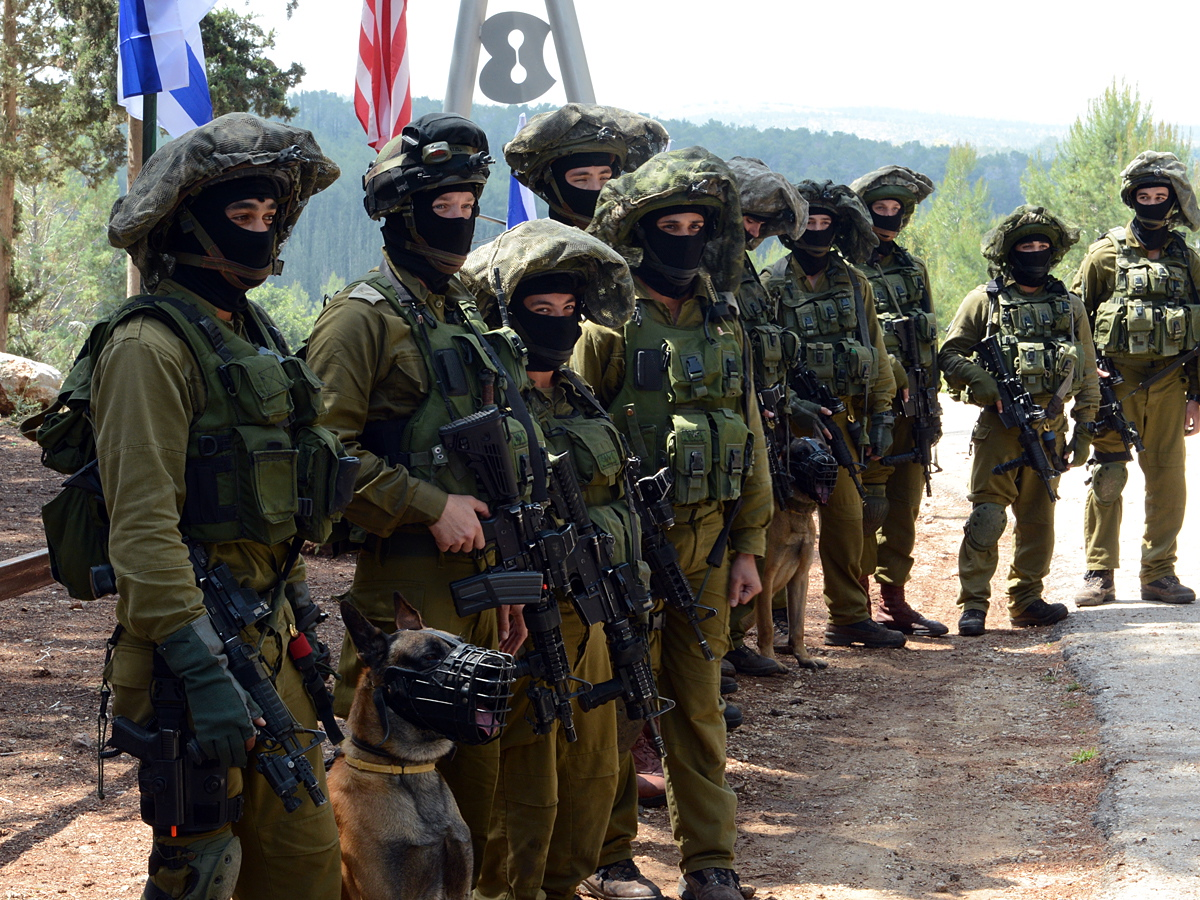
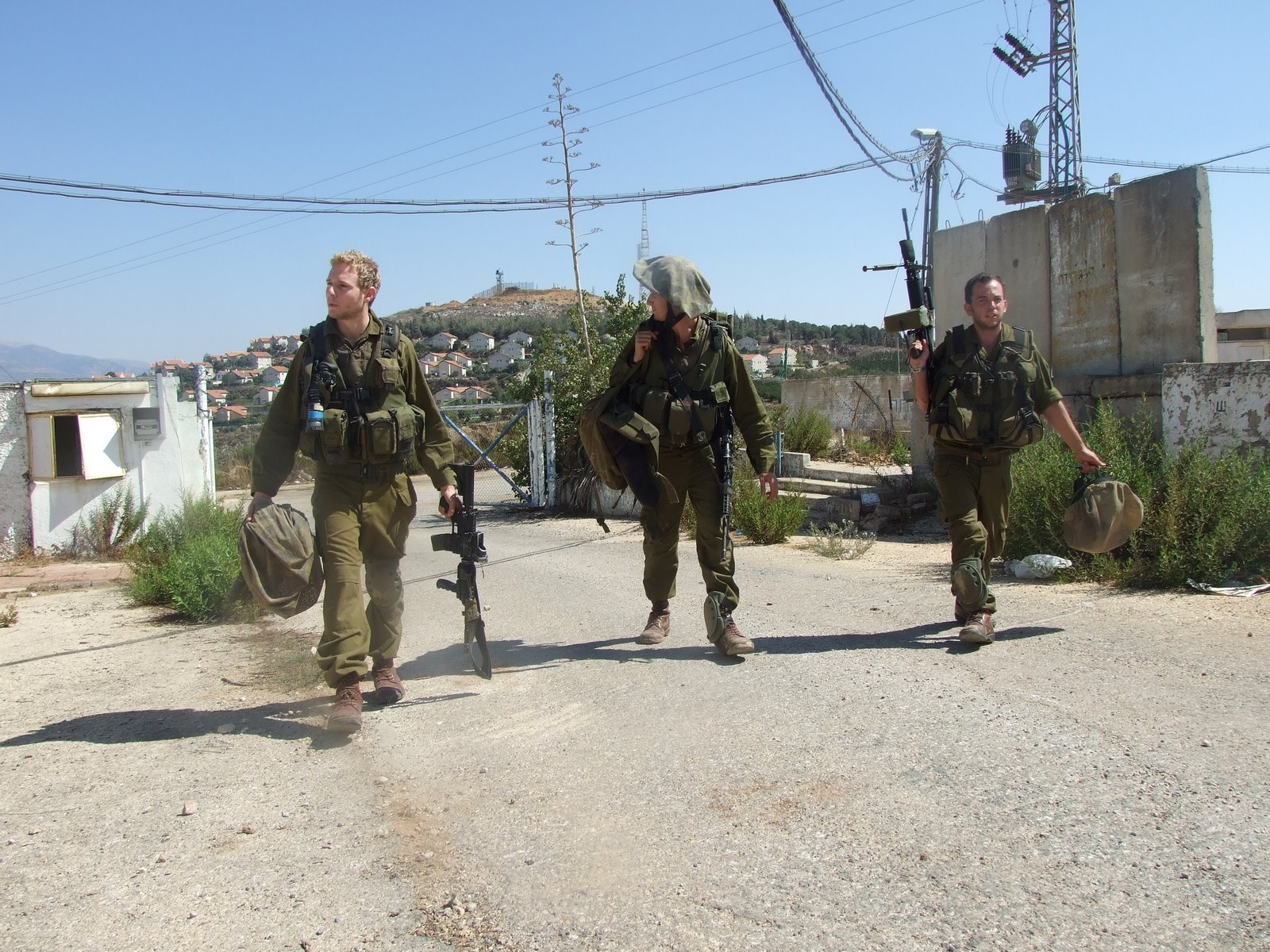
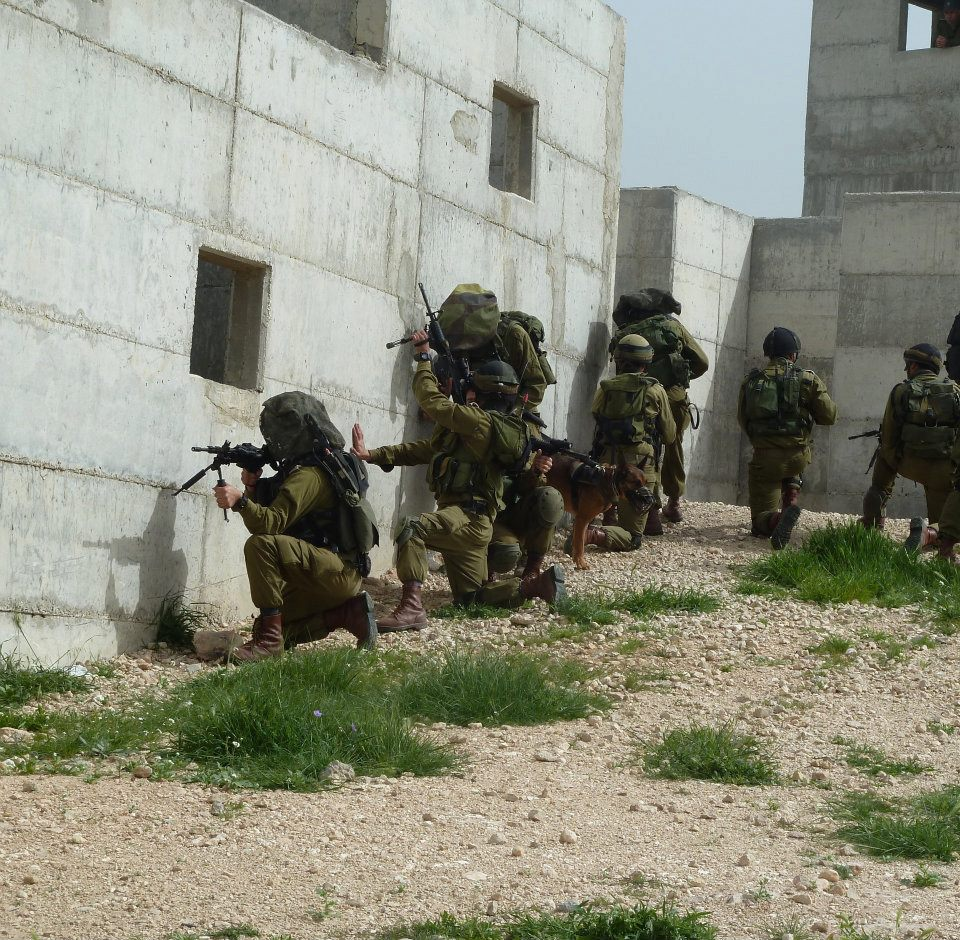